# 長谷川和彦
長谷川 和彦（はせがわ かずひこ、1946年1月5日 - ）は、日本の映画監督。
愛称はゴジ。

## 経歴

### 生い立ち
広島県賀茂郡西高屋村（現：東広島市）に出生。父は農業協同組合勤務、母は教師で三人兄弟の末弟。1945年8月、母が原爆投下2日後に広島市に入り放射線を浴び、胎内5ヵ月のため胎内被曝となった。4歳からABCC（現・放射線影響研究所）で定期検診を受けた。被曝2世の自分は早死にすると思い、人生を生き急ぐ原因となったとインタビューで語る。
広島市翠町（現：南区翠）で育ち、広島市立皆実小学校から広島市立翠町中学校を経て広島大学付属高校へ進む。広大付属高の同級に鳥取県米子市長・野坂康夫ら。高校時代はジャズに熱中、テナーサックスを吹きバンドも組んで、ジャズミュージシャンを目指したが挫折。
高校3年の夏休みに友人の家に遊びに行ったおり、東映東京撮影所で助監督をしていた友人の兄から高倉健とにぎり飯を食べている写真を見せられ、「健さんとにぎり飯が食える職場なんて、素晴らしい！」という実感とともに「映画って作る人間がいるんだ」と大発見をしたような思いだったという。「どうすれば、お兄さんのような助監督になれますか？」と東映に手紙を送ったら、東映の三角マーク入りの便箋で返事が来て「ともかく大学に行きなさい。それから映画会社の助監督試験を受けなさい」とアドバイスを受け、ようやく目標も出来て、助言通り、そのお兄さんと同じ東京大学文学部英文科に進んだ。
在学中は大学闘争真っ盛りの時期だったがそれには参加せず、ボート部を経て、アメリカンフットボール（アメラグ）に熱中し、フットボール部ではキャプテンにもなった。「麻雀とアメラグだけのノンポリフーテンだった」と話す。英文科に3年在籍、のち映画監督を目指して美学科に変わる。当時はもう映画産業は斜陽で、どの会社も助監督を採用しなくなっていた。長谷川たちの時代はまず8ミリから映画を始める者も多かったが、長谷川は高校一年のときに観た『ウエスト・サイド物語』や『エデンの東』に「映画とはこういうものだ」と感銘を受けたため、劇場に掛からないような8ミリは映画のような気がしなかったこと、当時の大学の映研は難しくなくてはならないという風潮があり、映研の映画は難しくて分からず、35ミリを最初から目指した。

### 助監督時代
大学に通う傍ら、映画監督との出会いを求めて、夜にはシナリオ研究所で映画監督の浦山桐郎のゼミを受講。浦山から今村昌平の今村プロの助監督試験を紹介されて、合格。在学5年目の1968年、今村プロに入社。卒論を残すのみだったが、大学は今村の命令で中退。授業料の未納で除籍。映画『神々の深き欲望』の制作スタッフについて沖縄ロケに参加した。沖縄ロケでの資金枯渇や未払いなど残務処理など今村組での体験によって、今村昌平流の粘る映画作りがすり込まれ、後の日活時代の助監督生活も苦しいと思ったことはないという。
今村プロ時代に24歳で結婚。家賃2万円のボロ家の今村プロ事務所に、管理人夫婦を兼ねて住んだ。相米慎二はそこへ長谷川の妻の女友達のヒモとして転がり込んでそのまま居着き日活に入った。1970年の今村監督の『にっぽん戦後史・マダムおんぼろ生活』には助監督としてつき、その後も1981年に映画化された『ええじゃないか』の資料調べをするなど、3年ほど今村プロに在籍。しかし今村プロが開店休業状態のため仕事がなく、他の独立プロで仕事をしたいと今村に申し出。日活の臨時雇いの契約助監督の仕事を、あくまで出向だぞと釘を刺されながら今村から紹介され、1971年にちょうどロマンポルノを始めた日活の契約助監督となる。25歳のこの年、国映の専務から声をかけられ、外国人ポルノ女優を使って洋ピンもどき『センチメンタル・ジャーニー』を作ったが、9割方撮り終えたところで頓挫した。
当時はダイニチ末期と日活ロマンポルノ転換の端境期にあたり、小沢啓一、藤田敏八、西村昭五郎、神代辰巳らの作品に付く傍ら、『濡れた荒野を走れ』、『青春の蹉跌』、『宵待草』、テレビ『悪魔のようなあいつ』などのシナリオを書き注目された。「ポルノの脚本なんか書いたら他から仕事が来なくなるぞ」といわれ、ロマンポルノ初期には一線級のライターは殆ど脚本を書かなかったから、長谷川が脚本を書くようになった。脚本料は1本15万円。テレビ『悪魔のようなあいつ』は1本25万円。長谷川は日本映画のプログラムピクチャーシステム体験（大手映画会社で助監督経験）を持つ最後の世代となる。神代辰巳が監督した1974年の『青春の蹉跌』では脚本のみならず、ラストシーンとなるアメフトシーンの撮影を担当。
当時の日活は社員助監督がみんな監督になって、ヤケになっていた時期でもあり、「ゴジなんかにも一本撮らせてみるか」と、『卓のチョンチョン』というロマンポルノと『燃えるナナハン』という一般映画の監督をする話が2度あったが、正社員の社員助監督ではなく契約助監督だったことから、いずれも労働組合の反対で流れる。『燃えるナナハン』は、藤田敏八監督の『妹』の併映作の予定だった。政治に関わらないノンポリだったにもかかわらず、日活撮影所を仕切る日本共産党系労働組合からトロツキスト呼ばわりされる形で撮影所を追い出され、日活に見切りをつけ、1975年よりフリーとなる。同年1月には林美雄の企画による、渡哲也、菅原文太、原田芳雄ら映画俳優のコンサート「歌う銀幕スター夢の狂演」を演出。当時は外部の作品に契約のまま一本だけ付くということはよくあったが、『青春の殺人者』を撮る際、日活の助監督連中に声をかけたら「長谷川組についたら、日活は再契約はしない」と当時の撮影所長・黒澤満から脅しをかけられた。

### 監督デビュー
1975年、長谷川の噂を聞きつけたATGの多賀祥介に話を持ちかけられ、中上健次原作『蛇淫』を脚色した『青春の殺人者』により翌1976年監督デビュー。製作が決まってクランクインまで丸一年を要した。「30歳の新鋭映画監督登場」、「ニューシネマの旗手」として話題を呼ぶ。この作品はその年のキネマ旬報ベスト・ワンに選ばれるなど、高い評価を受け、多くの映画賞を独占。新人の第1回作品がベスト・ワンになるのは異例であった。長谷川に引っ張られるように、次々に映画界に若手監督がデビューした。1979年にATGの二代目社長に就任した佐々木史朗は「若手監督と仕事をしたいと回りを見渡したとき、ゴジしかいなかった。孤軍奮闘というか、一人で戦争をやっているような感じだった」と話している。相米慎二は「長谷川は映画を動かす時代の始まりだった」と述べている。
1978年に小林信彦の小説『唐獅子株式会社』の映画化に取り組むが、脚本が難航して流れる。また、角川の大作『人間の証明』は、最初に角川春樹から長谷川に直接脚本の依頼があったが、長谷川が角川に対して無礼な物言いを行って流れたといわれる。
1979年、伊地智啓によると、長谷川のためにキティレコードが映画製作部門としてキティ・フィルムを設立。映画のプロがいないので長谷川が伊地智をキティ・フィルムに引っ張り込んだ。当時、『限りなく透明に近いブルー』で作家デビューしたばかりの村上龍と共に次回作に取り組む。村上は、長谷川のために5本の脚本を書いたが、長谷川は乗り気にならなかった。村上は企画を離れ、没脚本を元に小説『コインロッカー・ベイビーズ』を執筆する。長谷川は、新たな脚本家としてレナード・シュレイダーと組み、さらに助監督の相米慎二や黒沢清も執筆に参加し『笑う原爆』と題した脚本を完成する。1979年『太陽を盗んだ男』が公開。第53回キネマ旬報ベスト・テン第2位、同誌読者投票第1位と高評価を受け、「若手監督の旗手」と、大きな支持を受けた。しかし、この映画は興行的には振るわなかった。この映画が当たらなかったことは、当時の独立系の映画製作者にとってショックが大きかった。こうした事情もあって、本作は長らくカルト映画の位置付けであったが、その後一般的な評価が高まり、映画誌などで＜日本映画史上歴代ベストテン＞にも挙げられたり、＜20世紀を代表する日本映画＞などと評されている。本作を最後に、監督作品は発表していない。　
1981年12月9日深夜に起こした飲酒運転による人身事故で懲役6ヶ月の実刑判決を受け、1983年3月から同年8月18日まで交通刑務所に5ヶ月間服役。付き合いの広さから新宿のサンルートホテルで出所を祝うパーティが芸能界、麻雀界から多士済々な人々を集めて開催された。このときのことは『月刊プレイボーイ』の1983年12月号と1984年1月号に「市原交通刑務所、163日間体験記」と題して連載した。

### ディレカンの設立
1982年6月、大森一樹、相米慎二、高橋伴明、根岸吉太郎、池田敏春、井筒和幸、黒沢清、石井聰亙ら若手監督9人による企画・制作会社「ディレクターズ・カンパニー」（ディレカン）を設立、監督代表として取締役に就任する。長谷川が「一人の監督の主宰する独立プロではなくて企業としてもちゃんと映画を作っていける集まりを作りたい」と相米と根岸に話をしたら、二人が「やるなら乗ってもいい」と応えたことを発端とする。ディレカンのうち、長谷川にとって一番目の弟分である相米と黒沢は長谷川の口利きで業界入りした。相米は前述のように長谷川の妻の知り合いという関係で日活に入り、長谷川とともに日活を退社して『青春の殺人者』でチーフ助監督を務めた。黒沢は雑誌『GORO』の座談会をきっかけに『太陽を盗んだ男』の脚本書きに引っ張り込まれたもの。石井聰亙は長谷川の誘いでディレカンに参加した。ディレカンは世間の関心を呼び、雑誌媒体の他、メンバー全員で『11PM』などテレビにも出演、これらを見て触発された若い映画人も少なくない。特に長谷川は時代の寵児の如く、1980年前後は映画ジャーナリズムは勿論、ニュース番組や雑誌等にもよく登場した。当初は週一回の定例企画会議があって全員で集まり、若い人材の発掘に脚本公募をすると400本集まり『台風クラブ』の脚本・加藤祐司や『東京上空いらっしゃいませ』の脚本・榎祐平などが世に出た。ディレカンではプロデューサーなどの裏方的仕事にまわり、石井聰亙監督『逆噴射家族』などを製作した。しかし経営は次第に悪化し、給料遅配が続いたときは、長谷川個人で借金をして会社につぎ込んだが、井筒和幸監督『東方見聞録』での死亡事故もあり、会社は倒産した。所属メンバーで唯一人、監督作を発表できなかった。

### その後
その後、テレビ、ビデオ、CMなどを演出するが、『太陽を盗んだ男』以降の映画監督作品はない。デビュー作と第2作がキネマ旬報ベストテン1位と2位という華々しいスタートだったこともあり、長らく次回作が見たい映画監督ナンバーワンと言われ続けてきたが、2014年夏の時点では新作の話は聞かれない。「俺はやめたと思ってるわけではないんだ。半年後にはクランクインする気持ちは今も変わらないんだ」と話している。 
この間にも、『戦国自衛隊』の続編企画や『ガンヘッド』、『危ない話』「禁煙法時代」、菅原文太プロデュースの井上ひさし原作『吉里吉里人』、近藤真彦と中森明菜の『愛・旅立ち』の原型になった『PSI』など様々な企画があったが、いずれも実現していない。東映の俊藤浩滋プロデューサーからは、青函トンネルを題材にした映画の脚本を依頼されたが「竜飛岬にUFOが降りてくる」という内容だったため、俊藤が激怒して流れた。この企画は製作費20億円という話で、大金を使って失敗したらという不安からだったともいわれる。その後も、沼正三原作の『家畜人ヤプー』の映画化にも取り組んだ。
なかでも意欲的だったのは連合赤軍を題材とした作品で、1980年前後に東京地裁であった連赤統一公判の公判日には、田村孟と欠かさず通い、シナリオ化して監督するとの構想を語っていた。田村は「加藤3兄弟」を軸として本を書き、長谷川は『仁義なき戦い』のような、ドキュメンタリータッチで、戦後学生運動史のような映画にしたいと黒沢清を助手にして年表作りまでして構想を練り、高橋伴明もずっと手伝う約束をしていたという。その後、構想は大きく変わり、オカルト要素を含んだ宗教的な救済を目指す作品になっていった。長谷川によると、何度も製作直前までこぎつけたが、納得のいく脚本が完成しなかったために頓挫している。2008年に『実録・連合赤軍 あさま山荘への道程』を撮った若松孝二監督は「ゴジが撮る撮るといっていっこうに撮らないから俺が撮った」と話している。
1980年代以降は『近代麻雀』や『週刊ポスト』などに雀士として登場したり、『スーパーワイドぴいぷる』（TBSラジオ）のレギュラーを受け持つなど、本業以外で名前があがっていた。雀士として井上陽水などを麻雀仲間に引き込み文化人と交流させた。第13・14・15期麻雀名人、第9期近代麻雀王位、第8期麻雀最強位。
浮名にも事欠かない。早くに結婚してすぐに子供もできたが、女優・沖山秀子との仲が取沙汰されたり、田淵幸一の離婚話が出た際に田淵夫人の田淵博子の浮気相手に擬せられたこともある。1988年からは女優の室井滋との不倫と同棲生活がマスコミを騒がせて、1992年に妻と離婚し、室井と同居生活を送っている。
中島哲也が明治大学在学中の1982年に制作した『はの字忘れて』は、ぴあフィルムフェスティバルで長谷川の推薦により入選した。1993年には、日本映画監督協会新人賞選考委員長として、岩井俊二の『if もしも～打ち上げ花火、下から見るか? 横から見るか?』をテレビドラマ作品としては異例の選出を行う。吉田大八は、ディレカンに憧れ、イベントで吉田の8ミリ映画を観た長谷川に「助監督やる気ある?」って声をかけられ、3回だけディレカンの仕事をしたと話している。成島出は、ぴあフィルムフェスティバルで、長谷川と大島渚に「映画監督になれ」と言われ映画監督になり、長谷川のもとで5年間、書生のような生活を送った。「長谷川監督の弟子として様々な経験を積んだこと、自主映画の現場で仕事を覚えていったことは、全て今に繋がっていると思います」と述べている。真辺克彦は荒井晴彦たちの映画会社「メリエス」に脚本を持ち込み、これが荒井や長谷川、成島出に評価されたことが映画界に入る切っ掛けで、このため長谷川ら三人を師匠として挙げている。平山秀幸は『青春の殺人者』のスタッフを皮切りに映画界入りした。
評価の高い2本の監督作のみで伝説的映画監督と化しているが、未だ熱烈な支持者を持っている。
鈴木清順監督・沢田研二主演の映画『夢二』に悪役で出演している他、テレビドラマにも俳優として出演したことがある。

## 人物
- 寡作になった理由については、『太陽を盗んだ男』で古くからつきあいのあった後輩のチーフ助監督が映画界から消えたことにショックを受けたことが原因と語る。そのことで、自分は本当に撮りたい映画以外は撮る資格がないと考え、依頼された企画を見送っているうちにどんどんハードルが高くなってしまった結果なのだという[93]。
- 愛称の「ゴジ」は、大学時代アメフトのボールを長髪を振り乱して目をギョロギョロさせて追う形相を、「ゴジラそっくり」と部の監督が言ったのが始まりである[9]。あるいは酔っぱらったときにゴジラのように破壊するからだという説もある[94][1]。パパと言われるのが嫌で、息子と娘にも「ゴジ」と呼ばせている[95]。ラジオ日本では『ゴジラ・バラエティ』というラジオ番組を持ち、DJをやっていた[6]。
- 酒を飲んではあたりかまわず喧嘩を仕掛ける豪傑として知られ[4][96]、助監督時代から監督よりも偉そうにしていたと言われ[97]、藤田敏八の演出に口出ししたり、藤田をパキ（パキスタンの王子のような風貌からついた愛称）、神代（くましろ）辰巳をクマと呼び捨てにしていた[9]。そのため生意気だというので日活スタッフの間から長谷川を懲らしめようという話が出ては、その度に先輩監督がおさめたという[98]。しかし、映画評論家の白井佳夫は、長谷川は「わざと尊大で無造作な態度」をとっていると評する[94]。長谷川本人も豪傑が自分の地ではないことを認めており、少年時代はガリガリに痩せて軟弱だったのが強くなりたいと願ってスポーツをして強いふりをし、ゴジというニックネームに合わせて豪傑ぶっているうちに、本当に外見的にもそうなってきたと語っている[10]。自分の性格は、気が小さく、末っ子の甘えん坊で威張って怒鳴って甘えるともしている[99]。
- サングラスを常用[94]。黒沢清も、サングラスをかけた強面の見た目から想像した人柄とは大分違い、インテリでとても人に気を遣うジェントルマン、「なかなかの人格者」などと述べている[100]。
- 新宿ゴールデン街のスナックで飲んで暴れて、窓ガラスを割り、冷蔵庫を床に転がし、足の踏み場も無いほど店を破壊して、駆けつけた警官を殴り、四谷署でぐるぐる巻きにされて床に転がされていた[101]、俳優でもツワモノに位置する竜雷太と殴り合いで五分を張った[102]、安岡力也ととっくみあいの喧嘩をした[98]、作家のリチャード・ブローティガンを殴打して鼻骨を折った[103]、新宿の焼肉店・長春館で監督協会理事長・大島渚以下、深作欣二、貞永方久など、錚々たる幹部連中を前にして監督協会批判を始め、崔洋一から殴られて怒鳴り合いになり店にいたヤクザからうるさいと怒られると今度はそのヤクザに向かっていった[104]、各界の著名人が集った伝説のバー「ホワイト」でも、内田裕也と並んで"ハリケーン"といわれたが、女子供相手の内田とは違い、いる人誰にでも喧嘩を売って出入禁止となった[105]など、武闘派として多くの逸話を持つ。 ただし、自分より弱い相手とは喧嘩をしなかったと語っている[9]。今村昌平は、長谷川について、体が大きくて大酒飲みのわりにはひ弱、甘ったれと評し、『神々の深き欲望』のロケでは体力がなく、日射病でダウンしたと述べている[9][106]。長谷川にとって今村は多くを学んだ師匠であるが、今村プロ時代から何度も決裂寸前となり、プロデュースしてもらったデビュー作の『青春の殺人者』でも色々あり、愛憎半ばする関係だとしている[107]。
- 一晩にボトル1本の豪放な酒豪で、井筒和幸は「ゴジと伴明さんに、月25万円やるからディレカンに来ないか」と誘われたが、自分ばかりで働かせられて、ゴジたちは毎晩酒ばっかり飲み、挙句25万円会社に入れろと言われ、その金も飲み代に使われた」と話している[108]。
- 地元広島から、生意気で態度の悪いフォークシンガーがデビューしたと聞き、会ってみたら、腰の低い礼儀正しい青年だったので、「生意気だと聞いたから楽しみにしていたのに、話が違う。がっかりした」と伝えたら、実は彼は、長谷川の中学校の一学年下の後輩であり、生徒会役員であった長谷川が運動場や体育館の壇上で行うスピーチを、整列して聞く、大勢の中の一般生徒であったという。その礼儀正しい後輩とは吉田拓郎[7]である。

## 逸話
- 江口洋介は17歳の頃、所属した事務所に出入りした長谷川や原田芳雄ら「70年代の怪物（江口談）」と新宿ゴールデン街にくっついていき、華やかな芸能界どころでない、不良の世界を初めて覗き見た。みんな映画を熱く語りすぐに喧嘩が始まる。そこは酒とフィルムと喧嘩とイデオロギーの世界でとても面白く憧れたという[109][110]。
- 白井佳夫の企画で倉本聰脚本、萩原健一主演の予定でクランクイン3日前に中止になった映画『純』では、チーフ助監督につく予定だったが、倉本の脚本を「おれたちが撮影現場で直し直し撮っていきゃあ、まあまあ一応の映画にゃ、なるんじゃないの」と発言し、倉本が長谷川を外せないかと打診したが、その後はうちとけて仲良くなった[94]。

## 作品

### 監督
- 青春の殺人者（1976年）
- 太陽を盗んだ男（1979年、兼脚本）[1]

### 脚本
- 性盗ねずみ小僧（1972年）
- 濡れた荒野を走れ（1973年）
- 青春の蹉跌（1974年）
- 宵待草（1974年）

### 製作
- 逆噴射家族（1984年）

### 出演
- 夢二（1991年）鬼松役

### テレビドラマ
- 悪魔のようなあいつ（1975年、脚本）
- 七人の刑事 「ひとりぼっちのビートルズ」ゲスト: 沢田研二（1978年、原案・脚本）
- 日本名作ドラマ「雁」（1993年5月3日・10日、出演）

### ミュージック・ビデオ
- 時任三郎「BAY SIDE STREET」（演出）

### CM
- 富士銀行（現：みずほフィナンシャルグループ） 富士カード（演出） - ポール・ニューマンが出演

### 関連書籍
- 罵論・ザ・犯罪―日本「犯罪」共同体を語る（1986年5月、アス出版　ISBN 978-4900402126 ）-栗本慎一郎、小室直樹との鼎談集。